# George Forbes
Pour l’article homonyme, voir George Forbes (6e comte de Granard).
George William Forbes, né le 12 mars (selon le Dictionary of New Zealand Biography) ou le 12 mai (selon l’Encyclopædia Britannica) 1869 à Lyttelton et mort le 17 mai 1947 à Cheviot,, est le vingt-deuxième Premier ministre de Nouvelle-Zélande du 28 mai 1930 au 6 décembre 1935. Il dirige le pays durant la Grande Dépression et applique une politique de déflation qui aggrave la crise sociale. Le Dictionary of New Zealand Biography estime que « son manque d'initiative et son intraitabilité le rendaient inapte à la fonction de Premier ministre, surtout par temps de crise nationale ».

## Biographie

### Débuts
Fils d'un artisan voilier, il travaille dans l'atelier de son père et s'intéresse à l'histoire politique du Royaume-Uni, lisant ce qu'il peut à ce sujet. Dans le même temps, il est bon athlète ; pratiquant l'athlétisme, l'aviron et le football, il devient par ailleurs demi et capitaine de l'équipe de rugby à XV du Canterbury.
En 1893 il s'établit comme agriculteur, et après une première tentative infructueuse en 1902, il est élu aux élections législatives de 1908 député de Hurunui à la Chambre des représentants de Nouvelle-Zélande, avec l'étiquette du Parti libéral (gauche social-démocrate). Continuellement réélu, il demeure longtemps député d'arrière-ban.
En 1925, s'étant déplacé sur l'échiquier politique vers le centre-droit, le Parti libéral devient le Parti national, et les députés du parti créent la surprise en choisissant George Forbes pour chef. Il mène le parti aux élections législatives de 1925. Pris en tenaille entre le Parti pour la réforme sur sa droite et le Parti travailliste sur sa gauche, le Parti national perd la moitié de ses sièges et glisse à la troisième place. Attirant des personnalités de centre-droit et de centre-gauche, le Parti national devient en 1927 le Parti unifié. George Forbes en brigue la direction, mais les députés du parti lui préfèrent Joseph Ward.

### Ministre et Premier ministre
Les élections législatives de 1928 produisent un parlement sans majorité et le Parti unifié de Joseph Ward forme un gouvernement minoritaire. George Forbes y est pour la première fois ministre : ministre des Affaires foncières et de l'Agriculture. Numéro deux du gouvernement, à partir de septembre 1929 il est de facto Premier ministre, Joseph Ward étant trop malade pour exercer la direction du gouvernement. Forbes succède formellement à ce dernier le 28 mai 1930, devenant Premier ministre et se nommant ministre des Finances de son propre gouvernement.
Il doit alors gérer la Grande Dépression, et introduit « des mesures orthodoxes de déflation », mais est critiqué pour son approche essentiellement attentiste. Il prend part à la Conférence impériale de 1930 à Londres, et, attaché à la relation de la Nouvelle-Zélande avec le Royaume-Uni et craignant de perdre l'accès des produits néo-zélandais au marché britannique, refuse le projet de Statut de Westminster qui confirme et formalise la pleine souveraineté de la Nouvelle-Zélande et des autres Dominions. Sa loi de finance de 1931 réduit les salaires de 10 %. En septembre 1931 il parvient à consolider son gouvernement en formant une coalition avec le Parti pour la réforme. Il doit céder le ministère des Finances à William Downie Stewart, mais celui-ci poursuit sa politique d'orthodoxie budgétaire et de déflation. De concert, les deux hommes abrogent en 1931 et 1932 deux grandes mesures adoptées par les libéraux au tournant du siècle : l'impôt progressif sur les domaines fonciers, et le système de conciliation et d'arbitrage des conflits sociaux, qui avait généralement profité aux ouvriers.
Sous l'effet de ces politiques, l'économie se contracte encore davantage, la pauvreté et le chômage s'aggravent. Le monde rural, dont dépendent politiquement les partis de centre-droit, réclament des aides. George Forbes conserve toutefois pour modèle le gouvernement de coalition au Royaume-Uni, dominé par les conservateurs, qui mène sensiblement la même politique financière que la sienne. Sous la pression, néanmoins, il nomme Gordon Coates ministre des Finances en janvier 1933. Coates devient « le chef du gouvernement de facto ». Condamné pour son apparente passivité face à la crise sociale, Forbes et son gouvernement subissent une déroute aux élections législatives de 1935, perdant les deux tiers de leurs sièges à la Chambre des représentants tandis que le Parti travailliste, mené par Michael Savage, accède au pouvoir pour la première fois et met en place une ambitieuse politique économique et sociale. George Forbes devient chef de l'opposition parlementaire.
Le Parti unifié redevient en mai 1936 le Parti national, et George Forbes démissionne comme chef du parti et de l'opposition quelques mois plus tard. Il demeure député, mais ne se représente pas aux élections de 1943, mettant ainsi un terme à une carrière parlementaire ininterrompue de trente-cinq ans. Il meurt quatre ans plus tard, à son domicile.